# Аннона гладкая
Анно́на гла́дкая (лат. Annóna glábra), или Я́блоко аллига́тора — плодовое дерево, вид рода Аннона (Annona) семейства Анноновые (Annonaceae). Второе его название связано с тем, что аллигаторы иногда питаются его плодами.
В литературе встречаются и другие названия растения: аллигаторова груша, аллигаторово яблоко, водное яблоко, обезьянье яблоко.

## Распространение и экология
Родина Анноны гладкой — штат Флорида и острова Карибского моря. Она растёт в болотистой местности, может терпеть солёную морскую воду, но не выносит сухой почвы.
Аннона гладкая может быть агрессивным сорняком. Например, в Австралии она поселяется в лиманах и создаёт серьёзные проблемы для роста мангровых деревьев, препятствуя их питанию, прорастанию и росту.

## Ботаническое описание
Деревья вырастают до 10—12 м в высоту. Они имеют толстые серые стволы и иногда растут на двойных подошвах. Листья овально-продолговатые с острым концом, 8—15 см длиной и 4—6 см шириной.
Плоды продолговато-сферические размером с яблоко или больше, 7—15 см длиной и до 9 см шириной, вначале зелёные, при полном созревании становятся жёлтыми. Они служат пищей для многих животных. Они также съедобны для человека и из них делают джем, но по вкусовым качествам они уступают другим видам съедобных аннон (Сметанное яблоко, Сахарное яблоко, Черимойя, Кремовое яблоко, Илама, Сонкойя).